# سیارک ۳۰۸۶
سیارک ۳۰۸۶ (به انگلیسی: 3086 Kalbaugh، نامگذاری:1980XE) سه هزار و هشتاد و ششمین سیارک کشف شده‌است که در ۴ دسامبر ۱۹۸۰ کشف شد.
قدر مطلق سیارک برابر ۱۳٫۶۰ است.